# جاركو كاري
جاركو كاري (بالفنلندية: Jarkko Kari)‏ هو بروفيسور ورياضياتي وعالم حاسوب فنلندي، ولد في 23 يونيو 1964 في لاهتي في فنلندا.

## وصلات خارجية
- الموقع الرسمي